# IBM 386SLC
IBM 386SLC はインテルがライセンスした386SXの派生であり、1991年にIBMによって開発・製造された。省電力管理の能力と、8KBの内蔵キャッシュを備えることにより、より高価である同じクロックの 386DX プロセッサと同じぐらいの性能で動作した。IBMの中では、SLC は "Super Little Chip" のイニシャルとして知られ、IBM PS/2 35, 40 56シリーズと IBM PS/ValuePointで使用されたが、あまり大きなシェアを得ることはなかった。
IBM 386SLC は 8086を装備した PS/2 25シリーズの アップクレードオプションとしても出荷された。

## 設計と技術
IBM 386SLCは、CMOS技術で構成され、161 mm2 のダイを使用していた。IBM 386SLCは16, 20, 25MHzのクロックスピードで利用できた。25MHzのモデルはわずか2.5ワットの消費電力であり、ラップトップや他の携帯機器での使用に適していた。
また、RDMSR・WRMSR命令が実装されていた。

## IBM 486SLC
IBM 486SLCはIBM 386SLCの改良版であり、インテルのコアに基づいている。IBM 486SLCは134.9万トランジスタ、69 mm2 のダイ、16KBの L1キャッシュを持つ。100ピンのPQFPパッケージ、33MHzのFSBであり、1992年に製造された。
後に外部の2倍のクロックで動作するIBM 486SLC2も登場し、動作クロックも50MHzや66MHzに向上した。

## Blue Lightning
1993年7月以降、IBMは完全な32ビットの、 Blue Lightning という通称で知られるシリーズを相次いでリリースした。これらは0.8μmのCMOSプロセスであり、140万トランジスタを 82mm2 のダイに収めた、改良型のSLCバージョンであったが、報道によっては386DXベースとも486SLベースとも言われている。132ピンのQFPパッケージであり、IBMだけによって販売された。
動作クロックの内部倍率によってIBM486DLC、IBM486DLC2、IBM486DLC3といった製品が存在したが、資料によって名称にばらつきが見られ、それぞれIBM486BLX、IBM486BLX2、IBM486BLX3、あるいはIBM486BL3やIBM486SX3のような名称で扱われることもある。
IBM486SLC/SLC2と同じくFPUは外付けで、Blue Lightningを用いたCPUアクセラレータなどでは387互換のコプロセッサが用いられた。

## 参照
- PC Magazine's article
- IBM parts